# Autoroute A750 (France)

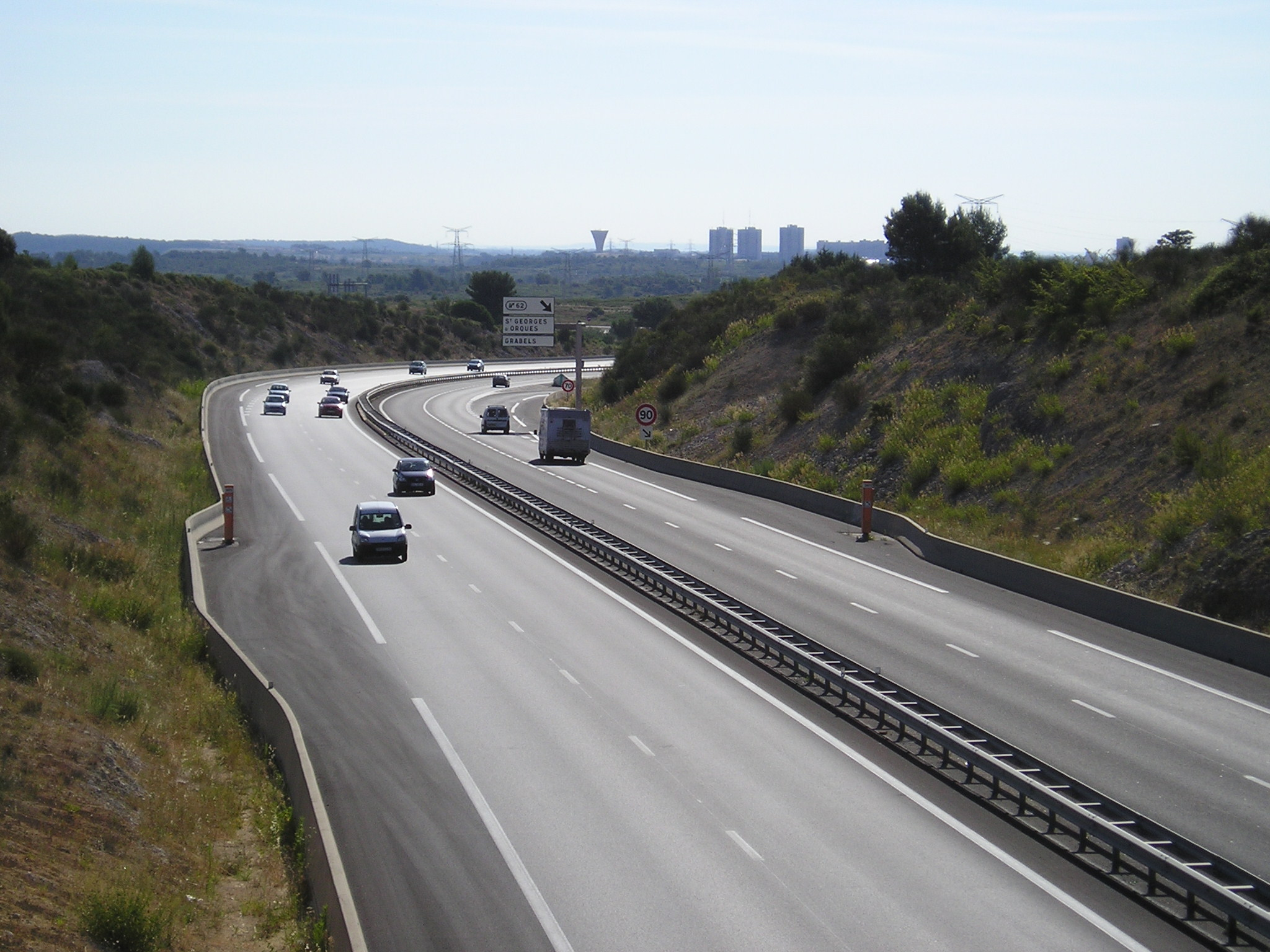
L'autoroute A750 à la sortie 7 Bel-Air, avec au loin le quartier de la Mosson / Paillade à Montpellier.

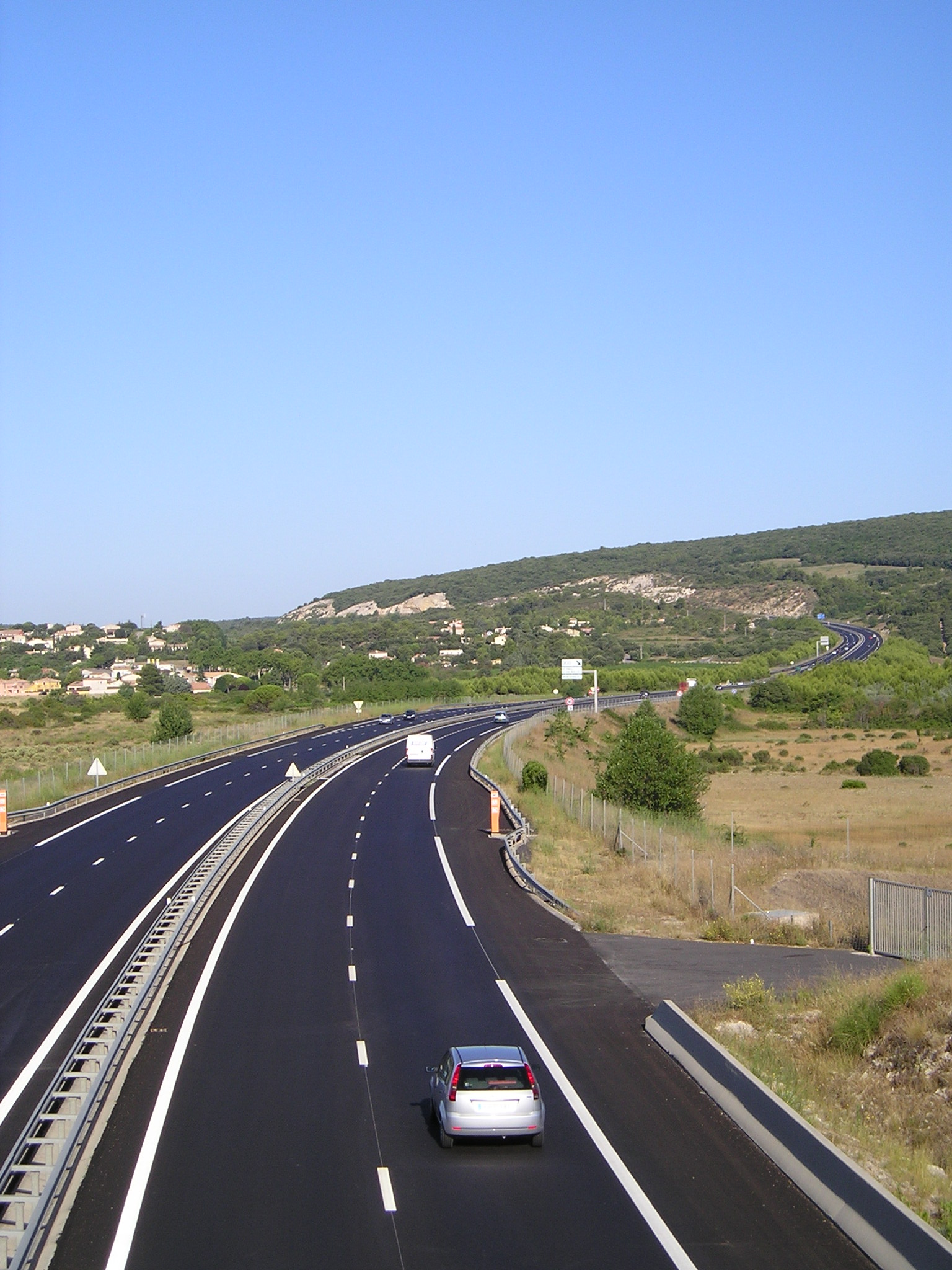
La construction de l'autoroute a requis de traverser le massif séparant Montpellier de la vallée de l'Hérault.

L'autoroute A750, dite L'Héraultaise, est une autoroute 2 × 2 voies entièrement gratuite, antenne de l'autoroute A75, reliant cette dernière de la commune de Ceyras à Bel-Air (Grabels) puis Montpellier par un prolongement de la route nationale RN 109, elle aussi en 2 × 2 voies et aux caractéristiques autoroutières, sur environ 25 km.
L'autoroute est exploitée par la Direction Interdépartementale des Routes (DIR) Massif Central, de même que la RN 109. Son tracé reprend en partie celui de cette dernière, complété par des contournements de centres-villes.

## Histoire

### Le projet
L'autoroute A750 a été imaginée dès le début du projet comme antenne de l'autoroute A75 car cette dernière passe à environ 25 km de Montpellier sur un axe Béziers/Clermont-Ferrand. Cette autoroute serait gratuite dans la continuité de l'A75 et permettrait de détourner une partie du trafic vers la région parisienne des autoroutes A9 et A6/A7 en proposant une alternative en partie gratuite (seule la traversée du viaduc de Millau est payante sur l'A75).
À terme, l'autoroute doit relier l'échangeur avec l'A75 situé sur la commune de Ceyras à Montpellier en utilisant des tronçons mis en 2 × 2 voies de la Route nationale 109.

### La réalisation et la mise en service
Le chantier de l'autoroute a été particulièrement long et s'est étalé sur une vingtaine d'années, ponctuées par des mises en service de courts tronçons. Si on compte les élargissements de la RN 109, la mise en service totale de l'autoroute s'est étalée de 1979 (mise en 2 × 2 voies de la section Grabels/Juvignac-Ouest) au 27 juillet 2010, date de l'inauguration du dernier tronçon de 4 kilomètres Mas-de-Ratte - Mas-d'Alhen (près de la sortie n°60),. L'autoroute a également été renumérotée durant sa construction : avant 1996, les tronçons existants étaient nommés autoroute A759.
Le 8 octobre 2021, les numéros des échangeurs sont modifiés, pour éviter une confusion avec les échangeurs de l'autoroute voisine A75. Les sorties 57 à 65 sont respectivement renumérotées de 12 à 4,.

## Circulation

### Parcours
Le résumé du parcours inclut également les sorties situées sur la RN 109, prolongement de l'A750 en direction de Montpellier :

Section non-concédée gérée par la DIR Massif-Central et gratuite.

#### A750
- Échangeur entre A75 et A750 (Bifurcation de Ceyras) : Clermont-Ferrand, Béziers, Millau, Lodève Sète, Clermont-l'Hérault
- 12 Saint-Félix : Saint-Félix-de-Lodez, Saint-Saturnin-de-Lucian, Montpeyroux, Ceyras
- 11 Saint-André - La Garrigue : Saint-André-de-Sangonis, Gignac-Font d'Encauvi
- 10 Gignac - sud : Gignac - ouest, Canet, Saint-Martin-de-Londres
- 9 Saint-Jean-d'Aumière : Gignac - est, La Boissière, Aniane, Saint-Guilhem-le-Désert
- 8 Saint-Paul : Montarnaud, Saint-Paul-et-Valmalle, Cournonterral, Murviel-lès-Montpellier, Argelliers
- 7 Bel-Air : Grabels, Saint-Georges-d'Orques, Vailhauquès, Pignan
- Fin de l'autoroute et passage sur la RN 109 (2 × 2 voies, limitation à 110 km/h)

#### RN 109
- 6 Juvignac : Juvignac
- 5 Juvignac - La Plaine : Juvignac
- 4 Lavérune : A709, A9 Nîmes, Saint-Jean-de-Védas, Lavérune

Séparation en deux branches sur l'Avenue de la Liberté (voie rapide dans Montpellier Intra-muros) : l'une vers Alès/Montpellier-Mosson (donnant accès à la Liaison intercantonale d'évitement nord (LIEN), périphérique nord de Montpellier) et l'autre vers Montpellier-Centre/Sud avec possibilité de rejoindre la sortie n°30 de l'A709.

### Lieux sensibles
- À l'entrée de Montpellier, l'A750-RN 109 se sépare en deux branches, prenant le nom d'Avenue de la Liberté : une vers Montpellier-Mosson puis une autre vers Montpellier-Centre sur laquelle les ralentissements et bouchons sont très fréquents aux heures de pointe.
- À la sortie n°64 Juvignac-La Plaine sur la RN 109, le carrefour de croisement est dangereux si on veut s'engager vers Juvignac-Centre (pas de visibilité, voitures arrivant vite).
- À la fin de l'A750, la jonction vers l'A75 vers Millau occasionne souvent des ralentissements, l'échangeur (appelé bifurcation de Ceyras) étant à une voie.

## Futur
- Mise aux normes autoroutières entre Bel-Air et Juvignac
- Éventuellement un prolongement vers l'autoroute A709 au niveau de Saint-Jean-de-Védas. Après un désengagement de l'État début 2010[5], le projet est relancé en septembre 2016[6].

## Sites remarquables
La liste suivante répertorie les villes et sites remarquables aux abords de l'autoroute :
- Gorges de l'Hérault
- Grotte de Clamouse
- Lac du Salagou
- Saint-Guilhem-le-Désert